# Kitchen (programma televisivo)
Kitchen è stato un programma televisivo italiano andato in onda su MTV Italia tra il 1998 e il 2001.

## Formula
La prima stagione di Kitchen andò in onda dal 18 ottobre 1998 su Rete A - MTV, tutte le sere, dal lunedì al venerdì, alle ore 22:30. Il programma, ambientato in uno studio-cucina, fu condotto dal vj Andrea Pezzi e dal rocker Mao (insieme avevano condotto fino a quel momento un programma radiofonico per Radio Deejay con la stessa denominazione). Durante ogni puntata veniva invitato un ospite, il quale veniva intervistato mentre cucinava un proprio piatto.

## Ospiti
Gli ospiti erano personaggi italiani provenienti sia dal mondo della musica che dal mondo dello spettacolo e dello sport, tra cui:
- Achille Bonito Oliva
- Alioscia (Casino Royale)
- Alberto Castelvecchi
- Aldo Nove e Niccolò Ammaniti
- Alessandro Golinelli
- Alex Britti
- Andy Summers (The Police)
- Antonio D'Amico
- Antonio Rezza
- Armando Dolci
- Articolo 31
- Beppe Fiorello
- Beppe Riboli
- Boosta e Samuel (Subsonica)
- Carmen Consoli
- Cesare Fullone
- Chodrup
- Christina Aguilera
- Claudio Brachino
- Colle der Fomento
- Daniele Groff
- Daria Bignardi
- Domenico Dolce e Stefano Gabbana
- Elio e le Storie Tese
- Elisa
- Elisabetta Sgarbi
- Fabio Volo
- Fausto Puglisi
- Fiorello
- Francesca Alfano Miglietti
- Franco Battiato
- Franco Califano
- Gianni Fantoni
- Giovanna Casotto
- Giuseppe Capotondi
- Jewel
- Jovanotti
- La Crus
- Linus
- Luciana Littizzetto
- Madaski (Africa Unite)
- Manuel Agnelli (Afterhours) e Emidio Clementi (Massimo Volume)
- Marco Lodola e Timoria
- Marie Darrieussecq
- Marina Massironi
- Marina Rei
- Maurizia Paradiso
- Melanie C (Spice Girls)
- Morgan (Bluvertigo)
- Paola Maugeri
- (p)itch
- Piotta
- Platinette
- Quintorigo
- Raiz (Almamegretta)
- Riccardo Marcialis
- Rockbitch
- Sabrina Donadel
- Saturnino
- Stefano Disegni
- Tom Porta
- Tommaso Labranca
- Valentino Rossi
- Vinicio Capossela
- Wilma De Angelis

## Rilevanza
Kitchen è stato uno dei primi format di successo di MTV Italia ed uno dei più rappresentativi dei primi anni dell'emittente, al punto da essere spesso definito un programma "cult". La trasmissione infatti rappresentò una novità nel panorama televisivo italiano perché riuscì ad unire il talk show con il mondo della cucina, senza tralasciare l'aspetto musicale. È stato inoltre anche il primo format di MTV Italia ad essere stato esportato con successo all'estero (ne fu realizzata una versione tedesca andata in onda su MTV Germania condotta da 
Max von Thun).